# Бовеншульте, Андреас
Андреас Бовеншульте (нем. Andreas Bovenschulte; род. 11 августа 1965, Хильдесхайм) — немецкий политик, член Социал-демократической партии, председатель Сената и бургомистр свободного ганзейского города Бремен (с 2019).

## Биография
В 1984 году окончил гимназию в Зарштедте, в 1985—1986 годах прошёл альтернативную гражданскую службу в неправительственной организации Йоханнитер-скорая-помощь в Гронау (Лайне). В 1986—1987 году практиковался в лондонской благотворительной организации Richmond Fellowship, с 1987 года изучал право в Бременском университете, в 1994 году сдал первый государственный экзамен, в 1998 году защитил там же диссертацию на соискание степени доктора права. До 1999 года стажировался в Верховном суде Бремена, затем сдал второй государственный экзамен.
В 1984 году вступил в СДПГ, в 2007 году стал заместителем главы администрации Вайе, в 2010—2013 возглавлял организацию СДПГ в Бремене, в 2014 году стал бургомистром Вайе.
В мае 2019 года был избран в парламент Бремена и уже в конце июня возглавил парламентскую группу СДПГ.
1 июля 2019 года Карстен Зилинг отказался от повторного выдвижения своей кандидатуры на пост бургомистра Бремена, признав ответственность за поражение социал-демократов на местных выборах 26 мая и желая обеспечить коалицию с левыми и «зелёными» для получения перевеса над ХДС, получившим на выборах относительное большинство (26,7 %).
15 августа 2019 года Бовеншульте избран бургомистром Бремена — за него проголосовали 47 из 82 присутствовавших муниципальных депутатов (35 отсутствовали или воздержались).